# Outpost Firewall Pro
Outpost Firewall Pro é um software desenvolvido pela empresa russa Agnitum. O objetivo do software é atuar como um firewall no computador de forma a evitar possíveis invasões.
Entre as funções disponíveis estão: Filtros para Pop-up, publicidade e conteúdos de websites, bloqueio de acesso ActiveX, proteção de ataques Dos.
O programa mantém um relatório para todas as ligações bloqueadas e permitidas, tanto para fora como de fora do computador. Esse relatório também informa os websites que tentaram executar algum código malicioso, abrir algum Pop-up ou mostrar conteúdo classificado impróprio pelo usuário.